# Хлорид гидразиния
Хлорид гидразиния — неорганическое соединение, соль гидразина и соляной кислоты с формулой N2H5Cl, бесцветные кристаллы, растворимые в воде.

## Получение
Действие разбавленной соляной кислоты на раствор гидразина:
{\displaystyle {\ce {N2H4 + HCl -> N2H5Cl}}}

## Физические свойства
Хлорид гидразиния образует бесцветные кристаллы ромбической сингонии, пространственная группа F dd2, параметры ячейки a = 1,2491 нм, b = 2,1854 нм, c = 0,441 нм, Z = 16.
Хорошо растворяется в воде, из-за гидролиза по катиону раствор имеет слабокислую реакцию.

## Химические свойства
При нагревании разлагается:
{\displaystyle {\ce {N2H5Cl->[350~^{\circ }{\text{C}}]N2H4{}+HCl\uparrow }}}
С концентрированной соляной кислотой образует дихлорид гидразиния:
{\displaystyle {\ce {N2H5Cl + HCl -> N2H6Cl2 v}}}
Разлагается концентрированными щелочами:
{\displaystyle {\ce {N2H5Cl + NaOH -> N2H4 + NaCl + H2O}}}
или аммиаком при нагревании:
{\displaystyle {\ce {N2H5Cl{}+NH3->[150{-}190~^{\circ }{\text{C}}]N2H4{}+NH4Cl}}}
Кислородом воздуха медленно окисляется:
{\displaystyle {\ce {N2H5Cl{}+2O2->N2{}+2H2O2{}+HCl\uparrow }}}
Восстанавливается атомарным  водородом:
{\displaystyle {\ce {N2H5Cl + HCl + 2 H^0(Zn) -> 2 NH4Cl}}}
С сильными окислителями в кислой среде окисляется до азота:
{\displaystyle {\ce {4KMnO4 + 6H2SO4 + 5N2H5Cl -> 4MnSO4 + 2K2SO4 + 5N2 + 5HCl + 16H2O}}}

## Применение
- В проявителях, флюсах.